# Function
Function è un singolo del 2012 del rapper statunitense E-40, tratto dall'album The Block Brochure: Welcome to the Soil 2. È il terzo singolo estratto e al brano partecipano i rapper YG, Iamsu! e Problem. La canzone è prodotta da Trend del gruppo League of Star 2012. La canzone è stata certificata Gold dalla RIAA il 3 novembre 2016.